# Sphen et Magic
Sphen et Magic forment un couple de manchots homosexuels.

## Biographie
Sphen et Magic forment depuis 2017 le premier couple de manchots homosexuels d'Australie. Fin 2018 ils adoptent un poussin. En six ans de vie commune, ces deux mâles couvent et élèvent plusieurs poussins. Sphen meurt le 22 août 2024 à l'âge de 11 ans.